# Acudži Mijahara
Acudži Mijahara (japonsky 宮原 厚次 Mijahara Acudži (* 20. prosince 1958) je bývalý japonský zápasník původem z Kagošimské prefektury, olympijský vítěz v zápase řecko-římském v kategorii do 52 kg z her v Los Angeles 1984 a stříbrný ve stejné kategorii na hrách v Soulu 1988. V roce 1981 vybojoval stříbro a v roce 1986 bronz na mistrovství světa a v roce 1986 zlato na Asijských hrách